# Исламский мир

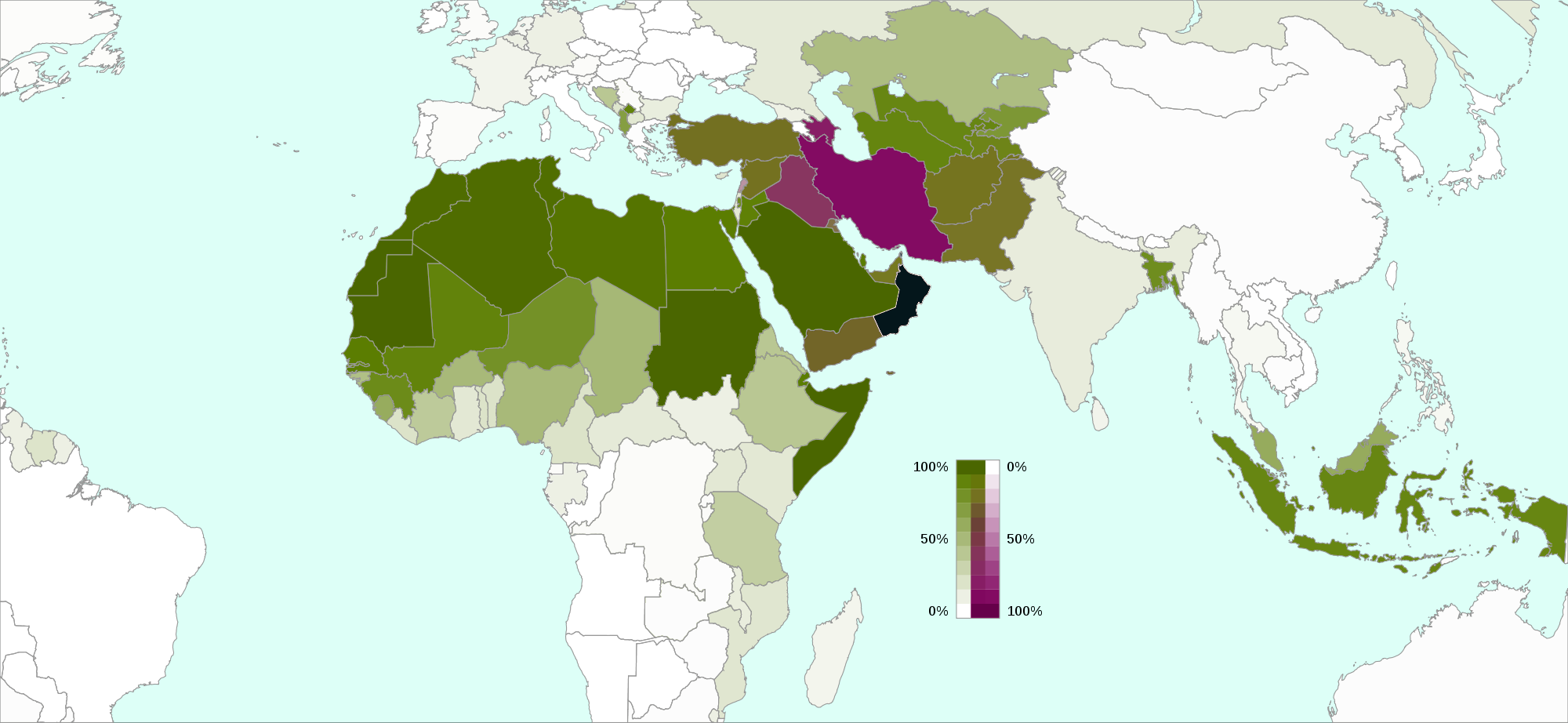
Карта исламского мира:
Сунниты
Шииты
Ибадиты

Термин исла́мский мир (араб. العالم الإسلامي‎, аль-’аламу-ль-исламий) имеет несколько значений. 
В религиозном смысле исламский мир относится к мусульманам, а в культурном смысле — к исламской цивилизации, включающей в себя и немусульман, живущих в этой цивилизации. В современном геополитическом смысле этот термин обычно относится к странам с мусульманским большинством. В 2024 году около 2 млрд человек, или около четверти мирового населения, исповедовали ислам. В 2010 году более 1,6 млрд человек, или около 23,4 % мирового населения, являлись мусульманами. Из них около 62 % живут в Азии и Тихоокеанском регионе, 20 % на Ближнем Востоке и в Северной Африке, 15 % в Центральной Африке, около 3 % в Европе и 0,3 % в Америке.

## История

Территория Арабского халифата
Завоевания 622—632
Завоевания 632—661
Завоевания 661—750

История ислама началась в VII веке в Аравии. Согласно преданию, в 610 году первые аяты Корана были ниспосланы исламскому пророку Мухаммеду, который уже через 10 лет стал главой мединской общины мусульман. После смерти пророка Мухаммеда был создан Арабский халифат, возглавляемый праведными халифами и халифами из династий Омейядов и Аббасидов. Территория халифата была расширена далеко за пределы Аравийского полуострова и простиралась от северо-западной Индии и Центральной Азии до Ближнего Востока, Северной Африки, Южной Италии и Пиренейского полуострова.

## Культура

### Искусство
Золотой век ислама (исламский ренессанс) традиционно датируется VIII—XIII столетиями и пришёлся на времена правления династии Аббасидов. Исламская культура представляет собой смешение арабских, персидских, египетских и европейских традиций.
Ислам запрещает изображения Бога, пророков и живых существ по причине того, что это может привести к идолопоклонству. В исламском искусстве часто используются геометрические, цветочные или растительные орнаменты. Исламская каллиграфия чаще всего выражается в форме коранических стихов и присутствует в украшении стен и куполов почти всех мечетей.
Отличительной особенностью исламской архитектуры является наличие колонн, арок и куполов. В конце XIX века исламские купола были включены в европейскую архитектуру.

## Демография
В последнее время рождаемость в исламском мире снижается: если в 1989 году на одну мусульманку в мире приходилось 5,2 ребёнка, в то время как на христианку — только 3,3, то в 2000 году эти цифры составляли соответственно 3,7 и 2,6, а в 2010 году — 2,9 и 2,6.
Мусульмане составляют большинство в 46 странах:
- 99 % и больше — Алжир, Афганистан, Ирак, Йемен, Коморы, Мавритания, Марокко, ОАЭ, Сомали
- от 90 до 99 % — Азербайджан, Бангладеш, Гамбия, Джибути, Египет, Иордания, Иран, Ливия, Мали, Нигер, Пакистан, Саудовская Аравия, Сенегал, Сирия, Судан, Таджикистан, Тунис, Туркменистан, Турция
- от 80 до 90 % — Гвинея, Индонезия, Киргизия, Оман, Узбекистан
- от 70 до 80 % — Бахрейн, Казахстан, Кувейт, Ливан
- от 60 до 70 % — Албания, Буркина-Фасо, Катар, Малайзия, Сьерра-Леоне
- от 50 до 60 % — Босния и Герцеговина, Гвинея-Бисау, Нигерия, Чад

В Кот-д’Ивуаре мусульмане составляют 42,9 %, но опережают все остальные религиозные группы по отдельности.
Общий годовой прирост исламского мира составил 1,90 %. За 2016 год население исламского мира увеличилось примерно на 32 500 000 человек.
Гамбия, которая является самым маленьким по площади государством в континентальной части Африки, с 12 декабря 2015 года была объявлена исламской республикой по воле президента Яйи Джамме, однако через два года его преемник Адама Бэрроу 29 января 2017 года вернул стране прежнее официальное наименование — Республика Гамбия.